# Wogonine
La wogonine est un composé de la famille des flavones, naturellement présent dans la Scutellaria baicalensis.

## Propriétés
La wogonine est un inhibiteur COX-2 sélectif, qui a donc des propriétés anti-inflammatoires. Elle n'inhibe par contre pas le COX-1. Son IC50 pour le COX-2 est d'environ 46 µmol. 
Des études in vivo ont montré que la wogonine avait des propriétés antioxydantes, antivirales, anticoagulantes et anti-inflammatoires. La wogonine serait en particulier un antiviral contre le virus de l'hépatite B.
La découverte que la wogonine est un cytotoxique et provoquerait l'apoptose des cellules leucémiques tout en étant en grande partie sans effet sur les cellules normales,,, a aussi fait grand bruit. La wogonine provoquerait en effet dans les cellules tumorales dégénérées la formation d'une molécule de peroxyde d'hydrogène qui initierait un message en cascade provoquant l'apoptose de la cellule,.
Des recherches in vitro et in vivo avec des cellules de cancer du sein exprimant et n'exprimant pas les récepteurs aux œstrogènes, plus précisément des xénogreffes sur des souris nues, ont montré des résultats prometteurs pour le traitement per os  par la wogonine.
La wogonine n'a toutefois pas encore été reconnue comme médicament.

## Hétérosides
Les hétérosides de la wogonine sont connus sous le nom de wogonosides. Par exemple, l'oroxindine est un glucuronide de la wogonine isolée à partir de l'Oroxylum indicum.